# Jean-Paul Martinet
Pour les articles homonymes, voir Martinet.
Jean-Paul Martinet, né le 22 novembre 1952 à Saint-Germain-en-Laye[réf. nécessaire], est un ancien joueur international français de handball. Reconverti entraîneur, il remporte sept titres de Champion de France entre 1980 et 1994. Il a également occupé le poste de sélectionneur de l'Équipe de France féminine entre 1981 et 1986.

## Biographie
Jean-Paul Martinet grandit puis s'éveille au handball à Vernouillet,. En 1969, il signe à l'Étoile sportive colombienne et connaît sa première sélection en équipe de France junior. En 1974, à l'occasion d'un France-Autriche, il connait la première de ses 70 sélections équipe de France A. En 1976, après avoir remporté la finale de Nationale II avec Colombes face à Nîmes, il rejoint la Stella Saint-Maur avec, à la clé, trois titres (1978, 1979, 1980) dont un (1980) comme entraîneur-joueur.
Le 1er avril 1980, Jean-Paul Martinet est nommé entraîneur national et depuis 1981, il est officiellement entraîneur de l'équipe de France féminine. Parallèlement, il est l'entraîneur des féminines du Stade français avec lequel il remporte le Championnat de France de Nationale II en 1983 puis le Championnat de France dès sa première saison en 1984. En 1986, il quitte le Stade français à Pâques, ce qui n'empêche pas le club de remporter le titre de Champion de France puis la Coupe de France. Il se consacre alors uniquement à l'équipe de France féminine mais la quitte après l'échec au Championnat du monde 1986 où la crise survenue au sein d'une équipe de France les a conduites à une quinzième et avant-dernière place.
En juin 1987, les dirigeants de l'USAM Nîmes, à la recherche d'un entraîneur de haut niveau, sollicitent Jean-Paul Martinet... qui est en contact avec d'autres clubs mais choisit finalement Nîmes. Il en fait le meilleur club du tournant des années 1990 avec 4 titres de champion de France (1988, 1990, 1991 et 1993), une coupe de France (1994) et une 3e place en de Ligue des champions en 1994. Mais au terme de la saison, le club est rétrogradé en deuxième division et placé en liquidation judiciaire car criblé de dettes. Martinet reste malgré tout au club et s'appuie alors sur les jeunes du club tels Benoît Chevalier devient un joueur important de l'effectif.
Martinet rebondit ensuite en entraînant le club féminin de l'AL Bouillargues de 1996 à fin 1998.

## Palmarès

### Joueur
- Vainqueur du Championnat de France (3) : 1978, 1979, 1980
- Vainqueur du Championnat de France de 2e division (2) : 1976

### Entraîneur de club
- Champion de France masculin (5) : 1980, 1988, 1990, 1991 et 1993
- Vainqueur de la Coupe de France masculine (1) : 1994
- Vainqueur du Championnat de France féminin (2) : 1984, 1986
- Vainqueur de la Coupe de France féminine (1) : 1986
- Vainqueur du Championnat de France féminin de 2e division (1) : 1983